# Octuroplata
Octuroplata es un género de escarabajos  de la familia Chrysomelidae. En 1940 Uhmann describió el género. Contiene las siguientes especies:
- Octuroplata bella Uhmann, 1940
- Octuroplata bohemani Uhmann, 1940
- Octuroplata bouvouloiri (Chapuis, 1877)
- Octuroplata octopustulata (Baly, 1864)
- Octuroplata octosignata (Weise, 1911)
- Octuroplata sinuosa (Chapuis, 1877)
- Octuroplata terminalis (Baly, 1865)
- Octuroplata uhmanni (Pic, 1933)
- Octuroplata walkeri (Baly, 1865)